# Beaver (Ohio)
Pour les articles homonymes, voir Beaver.
Beaver est un village américain situé dans le comté de Pike, dans l’Ohio. Selon le recensement de 2010, sa population est de 449 habitants.